# Alexandrine Le Normant d'Étiolles
Alexandrine-Jeanne Le Normant d'Étiolles, född 10 augusti 1744, död 15 juni 1754, var dotter till Madame de Pompadour, Maîtresse-en-titre till Ludvig XV av Frankrike. Hon dog i barndomen.

## Biografi
Alexandrine-Jeanne Le Normant d'Étiolles föddes den 10 augusti 1744 som dotter till Charles-Guillaume Le Normant d'Étiolles och hans hustru Jeanne-Antoinette Poisson. Hon fick sitt namn efter sin mors väninna, författaren och salongsvärdinnan Claudine-Alexandrine Guérin de Tencin. Det är möjligt att hennes föräldrar var kusiner, eftersom moderns biologiska far kan ha varit Charles-François Paul Le Normant de Tournehem (som blev Madame d'Étiolles förmyndare när hennes lagliga far, moderns make, gick i exil). Alexandrine hade ett syskon, en äldre bror vid namn Charles-Guillaume-Louis (född i december 1741, död före december 1742) som redan hade dött när hon föddes.
Alexandrines mor siktade på att bli mätress hos kung Ludvig XV. Hon uppnådde detta i mars 1745. Men för att bli introducerad vid hovet behövde hon en adlig titel. Kungen och Madame d'Étiolles beslutade att hon skulle separera från sin make och processen inleddes den 9 maj. Madame d'Étiolles begärde vårdnaden om sin nio månader gamla dotter. Hon blev sedan markisinna av Pompadour och började bli känd som Madame de Pompadour. Monsieur d'Étiolles var förkrossad och arg och hotade med självmord, men accepterade snart situationen. Han bildade en ny familj med sin älskarinna 1754.
Alexandrine hade skickats till en amma i byn, där hennes mor ofta besökte henne och tog med henne till Versailles i takt med att hon blev äldre. Efter avvänjningen fortsatte hon att uppfostras av en sjuksköterska och annan hushållspersonal, men tillbringade regelbundet tid i sin mors lägenhet eller besökte sin morfar, François Poisson, som älskade henne kärleksfullt. Hon växte upp i en varm miljö som hennes mor, morfar och morbror, Abel-François Poisson de Vandières, markis av Marigny och Menars tillhandahöll.
Hon var känd som "Madame Alexandrine", enligt sättet att tilltala kungliga barn, men hennes familj gav henne smeknamnet "Fanfan". Hon beskrevs som "mycket smal" men frisk. Hennes utbildning övervakades av författaren Claud Prosper Jolyot de Crébillon, hennes mors vän och tidigare lärare. Vid sex års ålder placerades Alexandrine i Notre-Dame-de-l'Assomption de Paris på rue Saint-Honoré i Paris, där många av aristokratins döttrar uppfostrades, för att förbereda henne för en karriär vid hovet. Innan hon kom till Marly-le-Roi tillbringade hon en vecka med sin mor. Madame de Pompadour var orolig för att lämna sitt barn i Paris, men ansåg att klosterskolan var viktig för hennes senare framgång. Hon fortsatte att umgås med henne så ofta som möjligt.

### Äktenskapsplaner
Hennes mor började arrangera ett äktenskap för Alexandrine som kunde integrera familjen i aristokratin. Pompadours första frieri var en utomäktenskaplig son till kungen, Charles de Vintimille, greve av Luc. Han var tre år äldre än Alexandrine och de två lekte ibland tillsammans. Ludvig XV gick dock inte med på planen. Pompadour förhandlade sedan med Antoine de Vignerot du Plessis, hertig av Richelieu, om en union mellan Alexandrine och hertigens son och arvtagare, Armand-Emmanuel, greve av Chinon. Richelieu avvisade idén och sade att eftersom hans hustru var släkt med huset Lorraine, skulle äktenskapet behöva godkännas av den tysk-romerske kejsaren, Frans I av Lothringen. Han hävdade att det kejserliga hovet (med kejsarinnan Maria Theresia i spetsen) aldrig skulle gå med på att en av kejsarens släktingar gifte sig med en flicka av medelklassursprung, även om detta förmodligen var en ursäkt för hennes egen ovilja. Även om Pompadour kunde hoppas på ett fördelaktigt äktenskap för sin dotter, ville de högst uppsatta familjerna inte vara släkt med henne. Sommaren 1752 kom hon överens med sin nära vän Michel-Ferdinand d'Albert d'Ailly, hertig av Chaulnes, om att Alexandrine skulle gifta sig med hans enda barn, Louis-Joseph d'Albert d'Ailly, hertig av Picquigny. De bestämde att bröllopet skulle äga rum när Alexandrine var tretton år. Det ryktades också att hennes farbror Marigny själv ville gifta sig med Alexandrine.

## Död

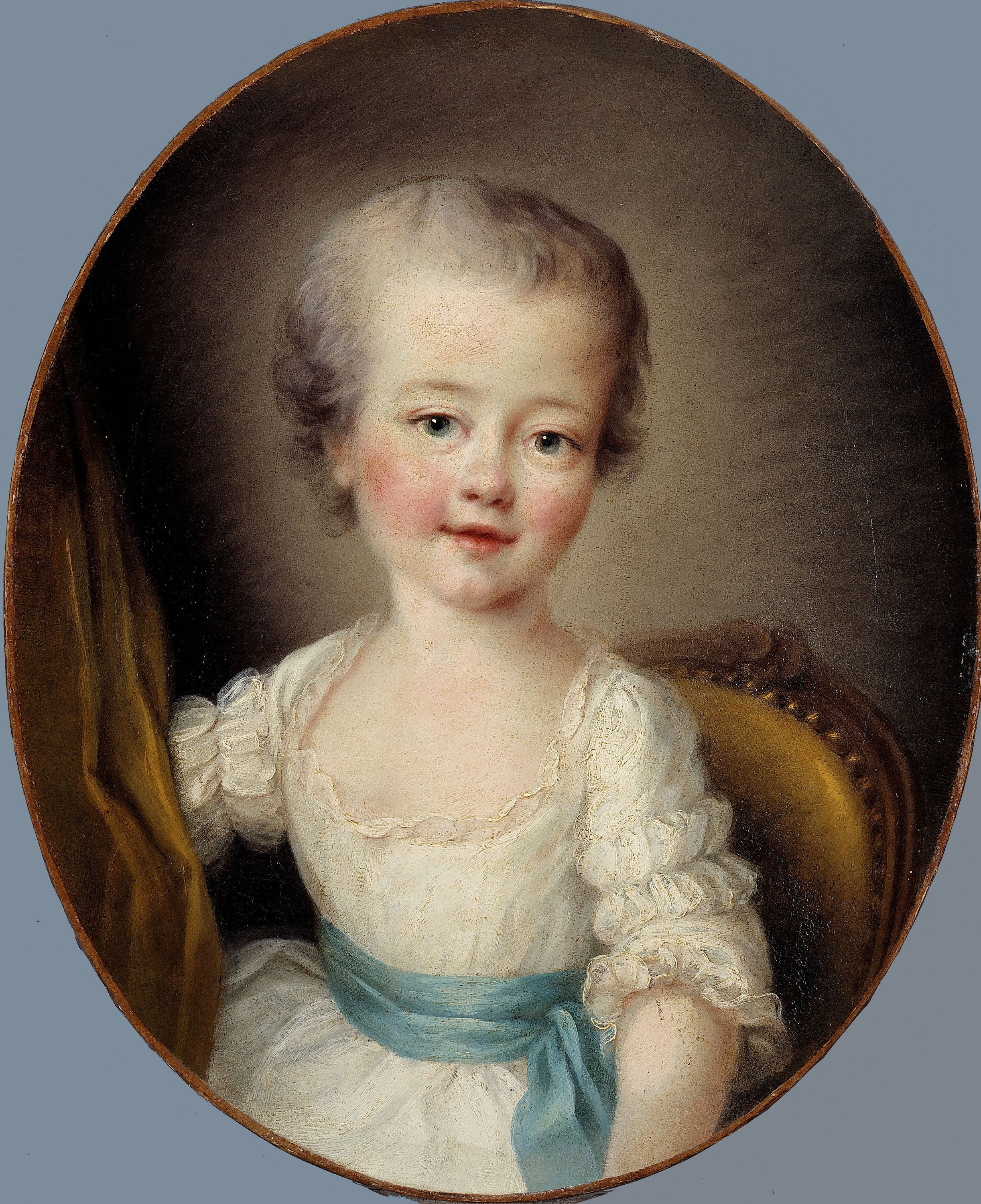
Samtida porträtt av Alexandrine målat av François-Hubert Drouais.

Den 14 juni 1754 insjuknade Alexandrine (som fortfarande bodde i klostret) med hög feber och kramper. Till en början trodde man att hon hade matsmältningsbesvär. Nunnorna informerade hennes föräldrar. De flesta biografier säger att hennes far rusade till henne, även om författaren Margaret Crosland hävdar att det inte finns några bevis för detta. Pevitt säger att Pompadour var på Château de Choisy med kungen och inte kunde lämna slottet för att träffa sin dotter, medan Crosland hävdar att hon inte var vid hovet och inte kunde nås i tid. Oavsett orsaken kunde hon inte vara med Alexandrine på hennes sista dag. Ludvig XV skickade sina egna läkare Jean-Baptiste Sénac och Germain Pichault de La Martinière, men Alexandrine hade dött när de anlände. Hon dog den 15 juni 1754, mindre än två månader före sin tioårsdag, troligen av bukhinneinflammation eller blindtarmsinflammation.
Pompadour drabbades av sådan sorg när hon fick beskedet om sitt barns död att åskådare fruktade att hon själv skulle kollapsa och dö. Hon lämnade hovet för att tillbringa en vecka i sitt Château de Bellevue, där hon var "mycket sjuk och sjuk". Sex veckor senare rapporterade en samtida att hon betedde sig lycklig och inte visade sin sorg över sin dotters död, eftersom det skulle ha "skadat hennes utseende" och äventyrat hennes ställning som mätress. Privat förblev hon "djupt skakad". Samtiden noterade att detta beteende var vanligt bland hovmän. Hennes morfar François Poisson, som redan hade varit sjuk, dog fyra eller tio dagar efter Alexandrine, förkrossad av hennes död. Pompadour återhämtade sig aldrig från Alexandrines död, vilket fick henne att känna hopplöshet inför framtiden.
Alexandrine begravdes i Himmelsfärdsklostret. Fyra månader efter hennes död fördes hennes kropp till kapucinerklostret i Paris, där hennes mor hade köpt ett valv åt familjen. På hennes grav fanns inskriptionen: "Här ligger Alexandrine-Jeanne, dotter till Messire Charles-Guillaume Le Normant och Jeanne-Antoinette Poisson, markisinnan de Pompadour, Dame de Crécy, etc". Pompadour besökte ofta graven för att be. Kvarlevorna av hennes mormor Madeleine de La Motte fördes också dit och Pompadour själv skulle senare begravas där. Valvet skadades under Franska revolutionen och de omgivande byggnaderna återuppbyggdes, vilket hindrade tillgången till graven som från och med 2024 ligger under Rue de la Paix i Paris.